# Troglophilus pretneri
Troglophilus pretneri är en insektsart som beskrevs av Us 1970. Troglophilus pretneri ingår i släktet Troglophilus och familjen grottvårtbitare. Inga underarter finns listade i Catalogue of Life.